# Lucien Bonaparte
Lucien Bonaparte, Hoàng tử Pháp, Đệ nhất Thân vương xứ Canino và Musignano (21 tháng Năm 1775 – 29 tháng 7 năm 1840), tên khai sinh Luciano Buonaparte, là một trong ba đứa con trai (không kể hai đứa trẻ chết yểu) của Carlo Buonaparte và Letizia Ramolino.
Lucien là em trai của Napoléon Bonaparte. Lucien có những quan điểm cách mạng thật sự, dẫn đến một mối quan hệ thường xuyên gay gắt với người anh trai, người trở thành lãnh tụ độc tài của chính quyền Pháp từ 1799, khi Lucien 24 tuổi.. Khi Napoleon làm đảo chính 18 tháng Sương mù, Lucien tham gia nghị trường và về sau trở thành nghị sĩ trong Thượng viện (Sénate) dưới thời Đệ nhất Đế chế Pháp, nhưng không ngừng chống lại chính sách của Napoleon, bao gồm cả đám cưới sắp đặt dành cho ông. Năm 1804 ông từ bỏ mọi danh hiệu hoàng gia và sang Rome sinh sống. Khi quân đội Pháp thôn tính Rome vào 1809, ông bị giam giữ và tìm cách dong thuyền chạy trốn sang Hoa Kỳ nhưng bị quân Anh bắt được, và chịu sự quản chế tại một gia trang ở Worcestershire, còn Napoleon thì lầm tưởng ông theo người Anh và xóa tên Lucien khỏi gia phả dòng tộc. Khi Napoleon thoái vị năm 1814, ông trở về Pháp, sau đó qua Rome và được Giáo hoàng Piô VII phong tước Thân vương xứ Canino. Trong Triều đại Một trăm ngày khi Napoleon trở về từ Elba, ông tán thành Đế chế và được Napoleon phong làm Hoàng tử Pháp. Tước hiệu này sau bị nhà Bourbon bãi bỏ và ông bị loại tên khỏi Viện Hàn lâm Khoa học Pháp mà ông tham gia từ 1803. Ông sống những năm cuối đời tại Ý, và năm 1824 được Giáo hoàng Lêô XII phong làm Thân vương xứ Musigano. Ông mất năm 1840 cũng do bệnh ung thư dạ dày như nhiều thành viên khác của dòng họ Napoleon.

## Những năm đầu đời
Lucien sinh ra ở Ajaccio, Corsica, Vương quốc Pháp vào ngày 21 tháng 5 năm 1775. Ông được đào tạo ở lục địa Pháp, ban đầu học tại các trường quân sự Autun và Brienne. Sau khi cha qua đời, ông theo học tại chủng viện Aix-en-Provence, rồi bỏ học năm 1789.
Lucien là em trai của Joseph Bonaparte và Napoleon Bonaparte; là anh trai của Élisa Bonaparte, Louis Napoléon Bonaparte, Pauline Bonaparte, Caroline Bonaparte và Jérôme Bonaparte.

## Hoạt động cách mạng
Lucien trở thành người ủng hộ trung thành cho Cách mạng Pháp khi nó bùng nổ vào năm 1789, lúc đó ông mới 14 tuổi. Ông trở lại Corsica khi bắt đầu Cách mạng, và trở thành một nhà hùng biện thẳng thắn tại chi hội Corsica của Câu lạc bộ Jacobin ở Ajaccio, nơi ông lấy bí danh "Brutus Bonaparte". Năm 1791, ông trở thành thư ký cho nhà yêu nước Corsican Pasquale Paoli, nhưng đã chia tay với ông vào tháng 5 năm 1793 (cùng với anh trai ông là Napoléon).
Sau khi trở về lục địa Pháp, Lucien giữ một số chức vụ hành chính nhỏ từ năm 1793 đến năm 1795, khi ông bị bỏ tù một thời gian ngắn vì hoạt động Jacobin của mình, trong Phản ứng Thermidorian.  Ông được thả nhờ sự can thiệp của anh trai Napoléon Bonaparte, người sau đó đã giao cho ông một nhiệm vụ hành chính trong Quân đội phương Bắc (Pháp).

## Sự nghiệp chính trị
Năm 1798, Lucien được bầu làm thành viên Hội đồng Năm Trăm cho bộ phận Liamone của Corsica (mặc dù ông chưa đủ tuổi để tranh cử).[1] Trong cơ quan lập pháp, ông chủ yếu bỏ phiếu với Neo-Jacobins và tham gia Đảo chính 30 Prairial VII. Tuy nhiên, ảnh hưởng của Emmanuel Joseph Sieyès và tin tức về các sự kiện ở Ai Cập đã dẫn đến sự thay đổi trong lập trường chính trị của ông, và Lucien trở thành một trong những kẻ âm mưu chính trong Đảo chính ngày 18 tháng Sương Mù, trong đó Napoléon Bonaparte lật đổ chính phủ Đốc chính Pháp để thay thế nó bởi chế độ Tổng tài Pháp.
Vào ngày 23 tháng 10 năm 1799, Lucien được bầu làm chủ tịch Hội đồng Năm Trăm. Vào ngày 9 tháng 11 năm 1799 (18 Brumaire Năm VIII theo Lịch Cộng hòa Pháp), ông đã phân phát các tờ rơi ở Paris trình bày chi tiết về một âm mưu Jacobin giả, mà ông dùng để biện minh cho việc chuyển Hội đồng đến vùng an ninh ngoại ô Saint-Cloud. Ngày hôm sau, trong khi chủ trì một phiên họp hội đồng sôi nổi, Lucien đã cố gắng câu giờ cho đến khi Napoléon đột ngột bước vào căn phòng được bao quanh bởi những người lính Grenadier. Trong cuộc đảo chính, Lucien thề sẽ đâm vào ngực anh trai mình nếu anh ta phản bội các nguyên tắc Liberté, égalité, fraternité. Ngày hôm sau, Lucien sắp xếp cuộc bầu cử chính thức của Napoléon làm Đệ nhất tổng tài.
Dưới thời Tổng tài Pháp, Lucien được bổ nhiệm làm Bộ trưởng Bộ Nội vụ vào tháng 12 năm 1799. Với tư cách này, Lucien giám sát việc bổ nhiệm các quận trưởng đầu tiên và làm sai lệch kết quả của cuộc trưng cầu dân ý về hiến pháp vào tháng 2 năm 1800. Ông xung đột về quyền giám sát các vấn đề của cảnh sát Paris với Joseph Fouché, Bộ trưởng Bộ Cảnh sát, người đã cho Napoléon xem một cuốn sách nhỏ có tựa đề "Parallèle entre César, Cromwell, Monck et Bonaparte" mang tính lật đổ có thể do Lucien viết và gây ra sự vi phạm giữa hai anh em. Có một số bằng chứng cho thấy chính Napoléon đã viết cuốn sách nhỏ này và đổ lỗi cho em trai mình khi nó được đón nhận một cách kém cỏi. Ông từ chức bộ trưởng vào tháng 11 năm 1800.
Sau khi từ chức, Lucien được cử làm đại sứ tại triều đình của Vua Carlos IV của Tây Ban Nha, nơi tài năng ngoại giao của ông đã thuyết phục được hoàng gia Bourbon và có lẽ quan trọng không kém là bộ trưởng Manuel Godoy. Vào tháng 3 năm 1801, Lucien và Godoy ký Hiệp ước Aranjuez (1801), thành lập Vương quốc Etruria, một nhà nước vệ tinh của Pháp.

## Xung đột với Napoléon
Mặc dù là thành viên của Tribunat vào năm 1802 và được phong làm thượng nghị sĩ của Đệ nhất Đế chế Pháp, Lucien đã phản đối nhiều ý tưởng của chính Hoàng đế Napoléon. Năm 1804, với việc Lucien không thích ý định của anh trai tuyên bố mình là Hoàng đế của Pháp và tự thu xếp hôn nhân chính trị cho Lucien cho một công chúa Tây Ban Nha thuộc Vương tộc Bourbon, Vương nữ María Luisa Josefina của Etruria, Lucien đã từ chối mọi danh dự của hoàng gia và tự mình sống lưu vong, ban đầu ông đến Rome, Lãnh địa Giáo hoàng, nơi ông mua Villa Rufinella ở Frascati.
Sự bất đồng của Lucien với Hoàng đế Napoléon, đến mức ông ấy đã hỏi anh trai mình rằng: "Anh không sợ rằng nước Pháp sẽ nổi dậy chống lại sự lạm dụng quyền lực đáng xấu hổ mà anh đang thực hiện sao?"
Sau khi người vợ đầu của mình chết vì khó sinh vào năm 1800, Lucien đã tái hôn với một goá phụ tên là Alexandrine de Bleschamp, sự kết hợp này đã kích động cơn thịnh nội của Napoleon và hoàng đế tương lai đã buộc ông phải đến Ý. Năm 1804, vì từ chối ly thân với vợ nên Lucien  bị Hoàng đế Napoleon không cho góp mặt tại lễ đăng quang hoàng gia, gia đình ông bị Napoleon tuyên bố là không thuộc triều đại của Đệ Nhất Đế chế Pháp. Lucien đã tức giận và chỉ trích cuộc hôn nhân của chính anh trai mình, vì bản thân hoàng đế Napoleon cũng lấy một goá phụ làm hoàng hậu - Joséphine de Beauharnais.

## Những năm cuối đời

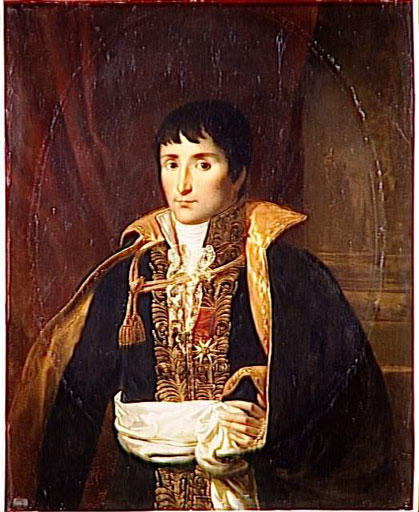
Chân dung Lucien Bonaparte được vẽ bởi Robert Lefèvre, trưng bày trong Cung điện Versailles

Năm 1809, Hoàng đế Napoléon I gia tăng áp lực buộc Lucien phải ly dị vợ và trở về Pháp, thậm chí còn yêu cầu mẹ của họ viết một lá thư khuyến khích anh từ bỏ vợ và quay trở lại. Với việc toàn bộ Lãnh địa Giáo hoàng bị sáp nhập vào Đệ Nhất Đế chế Pháp và Giáo hoàng bị cầm tù, Lucien gần như là một tù nhân trong các điền trang ở Bán đảo Ý của mình, cần có sự cho phép của Thống đốc Quân đội để mạo hiểm sử dụng tài sản của mình.

### Bị người Anh bắt trên đường đến Mỹ
Lucien cố gắng đi thuyền đến Hoa Kỳ để thoát khỏi tình trạng hiện tại nhưng bị người Anh bắt giữ. Khi lên bờ ở Vương quốc Anh, ông đã được đám đông chào đón bằng sự cổ vũ và vỗ tay, nhiều người trong số họ coi ông là người chống Napoléon.
Chính phủ Anh cho phép Lucien định cư thoải mái cùng gia đình tại Ludlow, và sau đó tại Thorngrove House ở Grimley, Worcestershire, nơi ông viết một bài thơ anh hùng về Charlemagne. Napoléon, tin rằng Lucien đã cố tình đến Anh và do đó vị hoàng đế này đã cho rằng Lucien là một kẻ phản bội, đã gạch bỏ tên của em trai mình khỏi niên giám Hoàng gia của Bonaparte từ năm 1811 cho đến khi ông thoái vị năm 1814.

### Trở về Pháp để giúp anh trai chiếm lại ngai vàng
Lucien trở về Pháp sau khi anh trai thoái vị vào tháng 4 năm 1814. Ông tiếp tục đến Rome, và vào ngày 18 tháng 8 năm 1814, ông được Giáo hoàng Pius VII phong làm Thân vương xứ Canino, Bá tước xứ Apollino và Lãnh chúa xứ Nemori.
Trong Triều đại Một trăm ngày khi Napoléon trở về Pháp sau cuộc sống lưu vong ở Thân vương quốc Elba, Lucien đã tập hợp lại vì chính nghĩa của anh trai mình, và họ lại hợp lực một lần nữa trong thời gian ngắn ngủi Napoléon trở lại nắm quyền. Anh trai của ông phong ông làm Thân vương Pháp và đưa các con của ông vào Hoàng gia, nhưng điều này không được Vương tộc Bourbon công nhận sau lần thoái vị thứ hai của Hoàng đế Napoléon. Sau đó, Lucien bị cấm trong thời kỳ Bourbon phục hoàng và bị tước quyền tại Académie Française (Viện hàn lâm Pháp).

### Cuối đời ở Ý
Ông được phong làm Thân vương xứ Musignano vào ngày 21 tháng 3 năm 1824 bởi Giáo hoàng Leo XII. Năm 1836, ông viết Mémoires. Ông qua đời tại Viterbo, Ý, vào ngày 29 tháng 6 năm 1840 vì bệnh ung thư dạ dày, căn bệnh tương tự đã cướp đi sinh mạng của cha ông và anh trai ông là Napoléon.

### Hoạt động học thuật
Lucien Bonaparte là nguồn cảm hứng đằng sau việc tái thiết lại theo phong cách Napoléon của Académie Française bị phân tán vào năm 1803, nơi ông giữ vai trò quan trọng. Ông sưu tầm tranh tại "la maison de campagne" ở Brienne, là thành viên trong salon của Jeanne Françoise Julie Adélaïde Récamier và viết một cuốn tiểu thuyết, "La Tribu indienne". Ông là một nhà khảo cổ học nghiệp dư, đã tiến hành các cuộc khai quật tại bất động sản của mình ở Frascati, nơi ông tìm ra một bức tượng hoàn chỉnh của Tiberius, và tại Musignano, nơi ông tìm ra bức tượng bán thân của Juno. Lucien sở hữu một lô đất từng là một phần tài sản của Cicero có tên là Tusculum. Năm 1825, Lucien khai quật cái gọi là chân dung Tusculum của Julius Caesar tại Forum Tusculum.
Năm 1823, Lucien được bầu làm thành viên của Hiệp hội Triết học Hoa Kỳ.

## Hôn nhân và hậu duệ
Người vợ đầu tiên của Lucien Bonaparte là Christine Boyer (3 tháng 7 năm 1771 – 14 tháng 5 năm 1800), con gái của một chủ đất nhỏ, em gái của một chủ quán trọ ở Saint-Maximin-la-Sainte-Baume, và cô ấy mù chữ, họ đã có với nhau 4 người con:
1. Filistine Charlotte (28 tháng 11 năm 1795 – 6 tháng 5 năm 1865), kết hôn với Thân vương Mario Gabrielli.
2. Con trai chết lưu (13 tháng 3 năm 1796).
3. Victoire Gertrude (sinh và mất ngày 9 tháng 7 năm 1797).
4. Christine Egypte (18 tháng 10 năm 1798 – 1847), kết hôn lần đầu với Bá tước Arvid Posse (đã ly hôn) và kết hôn lần thứ hai với Lãnh chúa Dudley Stuart.

Người vợ thứ hai của ông là Alexandrine de Bleschamp (23 tháng 2 năm 1778 – 12 tháng 7 năm 1855), là góa phụ của Hippolyte Jouberthon, được biết đến với biệt danh "Madame Jouberthon", và với bà, ông có 10 người con:
1. Charles Lucien Bonaparte (24 tháng 5 năm 1803 – 29 tháng 7 năm 1857), nhà tự nhiên học và nhà điểu học.
2. Letizia (1 tháng 12 năm 1804 – 15 tháng 3 năm 1871), kết hôn với Thomas Wyse.
3. Joseph (14 tháng 6 năm 1806 – 15 tháng 8 năm 1807).
4. Jeanne (22 tháng 7 năm 1807 – 22 tháng 9 năm 1829), kết hôn với Hầu tước Honoré Honorati.
5. Paul Marie (3 tháng 11 năm 1809 – 7 tháng 9 năm 1827).
6. Louis Lucien (4 tháng 1 năm 1813 – 3 tháng 11 năm 1891). Một nhà ngữ văn và chính trị gia, chuyên gia về ngôn ngữ Basque.
7. Pierre Napoléon (11 tháng 10 năm 1815 – 7 tháng 4 năm 1881).
8. Antoine (31 tháng 10 năm 1816 – 28 tháng 3 năm 1877), kết hôn với Marie-Anne Cardinali mà không có con.
9. Marie Alexandrine (10 tháng 10 năm 1818 – 20 tháng 8 năm 1874), kết hôn với Vincenzo Valentini, Bá tước di Laviano.
10. Constance (30 tháng 1 năm 1823 – 5 tháng 9 năm 1876), một nữ tu.

## Huy hiệu

Huy hiệu Gia tộc Bonaparte
Huy hiệu Thân vương xứ Canino và Musignano
Huy hiệu của một Thân vương Pháp trong Triều đại Một trăm ngày

## Phả hệ
| \| \| \| \| \| \| \| \| \| \| \| \| \| \| \| \| \| \| \| \| 16. Giuseppe Maria Buonaparte (1663-1703) \| \| \| \| \| \| \| \| \| \| \| \| \| \| \| \| \| \| \| \| \| \| \| \| \| \| \| \| \| \| \| \| \| \| \| \| \| \| \| \| \| \| \| \| \| \| \| \| \| \| \| \| \| \| 8. Sebastiano Nicola Buonaparte (1683–1720/60) \| \| \| \| \| \| \| \| \| \| \| \| \| \| \| \| \| \| \| \| \| \| \| \| \| \| \| \| \| \| \| \| \| \| \| \| \| \| \| \| \| \| \| \| \| \| \| \| \| \| \| \| \| \| 17. Maria Colonna Bozzi (1668–1704) \| \| \| \| \| \| \| \| \| \| \| \| \| \| \| \| \| \| \| \| \| \| \| \| \| \| \| \| \| \| \| \| \| \| \| \| \| \| \| \| \| \| \| \| \| \| \| \| \| \| \| \| \| \| 4. Giuseppe Maria Buonaparte (1713–1763) \| \| \| \| \| \| \| \| \| \| \| \| \| \| \| \| \| \| \| \| \| \| \| \| \| \| \| \| \| \| \| \| \| \| \| \| \| \| \| \| \| \| \| \| \| \| \| \| \| \| \| \| \| \| 18. Carlo Tusoli \| \| \| \| \| \| \| \| \| \| \| \| \| \| \| \| \| \| \| \| \| \| \| \| \| \| \| \| \| \| \| \| \| \| \| \| \| \| \| \| \| \| \| \| \| \| \| \| \| \| \| \| \| \| 9. Maria Anna Tusoli (1690–1760) \| \| \| \| \| \| \| \| \| \| \| \| \| \| \| \| \| \| \| \| \| \| \| \| \| \| \| \| \| \| \| \| \| \| \| \| \| \| \| \| \| \| \| \| \| \| \| \| \| \| \| \| \| \| 19. Isabella \| \| \| \| \| \| \| \| \| \| \| \| \| \| \| \| \| \| \| \| \| \| \| \| \| \| \| \| \| \| \| \| \| \| \| \| \| \| \| \| \| \| \| \| \| \| \| \| \| \| \| \| \| \| 2. Carlo Maria Buonaparte (1746–1785) \| \| \| \| \| \| \| \| \| \| \| \| \| \| \| \| \| \| \| \| \| \| \| \| \| \| \| \| \| \| \| \| \| \| \| \| \| \| \| \| \| \| \| \| \| \| \| \| \| \| \| \| \| \| 10. Giuseppe Maria Paravisini \| \| \| \| \| \| \| \| \| \| \| \| \| \| \| \| \| \| \| \| \| \| \| \| \| \| \| \| \| \| \| \| \| \| \| \| \| \| \| \| \| \| \| \| \| \| \| \| \| \| \| \| \| \| 5. Maria Saveria Paravisini (1715–bef. 1750) \| \| \| \| \| \| \| \| \| \| \| \| \| \| \| \| \| \| \| \| \| \| \| \| \| \| \| \| \| \| \| \| \| \| \| \| \| \| \| \| \| \| \| \| \| \| \| \| \| \| \| \| \| \| 22. Angelo Agostino Salineri \| \| \| \| \| \| \| \| \| \| \| \| \| \| \| \| \| \| \| \| \| \| \| \| \| \| \| \| \| \| \| \| \| \| \| \| \| \| \| \| \| \| \| \| \| \| \| \| \| \| \| \| \| \| 11. Maria Angela Salineri \| \| \| \| \| \| \| \| \| \| \| \| \| \| \| \| \| \| \| \| \| \| \| \| \| \| \| \| \| \| \| \| \| \| \| \| \| \| \| \| \| \| \| \| \| \| \| \| \| \| \| \| \| \| 23. Francetta Merezano \| \| \| \| \| \| \| \| \| \| \| \| \| \| \| \| \| \| \| \| \| \| \| \| \| \| \| \| \| \| \| \| \| \| \| \| \| \| \| \| \| \| \| \| \| \| \| \| \| \| \| \| \| \| 1. Lucien Bonaparte, Thân vương thứ nhất của Canino và Musignano (1775-1840) \| \| \| \| \| \| \| \| \| \| \| \| \| \| \| \| \| \| \| \| \| \| \| \| \| \| \| \| \| \| \| \| \| \| \| \| \| \| \| \| \| \| \| \| \| \| \| \| \| \| \| \| \| \| 24. Giovanni Girolamo Ramolino (1645–?) \| \| \| \| \| \| \| \| \| \| \| \| \| \| \| \| \| \| \| \| \| \| \| \| \| \| \| \| \| \| \| \| \| \| \| \| \| \| \| \| \| \| \| \| \| \| \| \| \| \| \| \| \| \| 12. Giovanni Agostino Ramolino \| \| \| \| \| \| \| \| \| \| \| \| \| \| \| \| \| \| \| \| \| \| \| \| \| \| \| \| \| \| \| \| \| \| \| \| \| \| \| \| \| \| \| \| \| \| \| \| \| \| \| \| \| \| 25. Maria Laetitia Boggiano \| \| \| \| \| \| \| \| \| \| \| \| \| \| \| \| \| \| \| \| \| \| \| \| \| \| \| \| \| \| \| \| \| \| \| \| \| \| \| \| \| \| \| \| \| \| \| \| \| \| \| \| \| \| 6. Giovanni Geronimo Ramolino (1723–1755) \| \| \| \| \| \| \| \| \| \| \| \| \| \| \| \| \| \| \| \| \| \| \| \| \| \| \| \| \| \| \| \| \| \| \| \| \| \| \| \| \| \| \| \| \| \| \| \| \| \| \| \| \| \| 26. Andrea Peri (1669–?) \| \| \| \| \| \| \| \| \| \| \| \| \| \| \| \| \| \| \| \| \| \| \| \| \| \| \| \| \| \| \| \| \| \| \| \| \| \| \| \| \| \| \| \| \| \| \| \| \| \| \| \| \| \| 13. Angela Maria Peri \| \| \| \| \| \| \| \| \| \| \| \| \| \| \| \| \| \| \| \| \| \| \| \| \| \| \| \| \| \| \| \| \| \| \| \| \| \| \| \| \| \| \| \| \| \| \| \| \| \| \| \| \| \| 27. Maria Maddalena Colonna d'Istria \| \| \| \| \| \| \| \| \| \| \| \| \| \| \| \| \| \| \| \| \| \| \| \| \| \| \| \| \| \| \| \| \| \| \| \| \| \| \| \| \| \| \| \| \| \| \| \| \| \| \| \| \| \| 3. Maria Letizia Ramolino (1750–1836) \| \| \| \| \| \| \| \| \| \| \| \| \| \| \| \| \| \| \| \| \| \| \| \| \| \| \| \| \| \| \| \| \| \| \| \| \| \| \| \| \| \| \| \| \| \| \| \| \| \| \| \| \| \| 28. Giovanni Antonio Pietrasanta \| \| \| \| \| \| \| \| \| \| \| \| \| \| \| \| \| \| \| \| \| \| \| \| \| \| \| \| \| \| \| \| \| \| \| \| \| \| \| \| \| \| \| \| \| \| \| \| \| \| \| \| \| \| 14. Giuseppe Maria Pietrasanta \| \| \| \| \| \| \| \| \| \| \| \| \| \| \| \| \| \| \| \| \| \| \| \| \| \| \| \| \| \| \| \| \| \| \| \| \| \| \| \| \| \| \| \| \| \| \| \| \| \| \| \| \| \| 7. Angela Maria Pietrasanta (1725–1790) \| \| \| \| \| \| \| \| \| \| \| \| \| \| \| \| \| \| \| \| \| \| \| \| \| \| \| \| \| \| \| \| \| \| \| \| \| \| \| \| \| \| \| \| \| \| \| \| \| \| \| \| \| \| 15. Maria Josephine Malerba \| \| \| \| \| \| \| \| \| \| \| \| \| \| \| \| \| \| \| \| \| \| \| \| \| \| \| \| \| \| \| \| \| \| \| \| \| \| \| \| \| \| \| \| \| \| \| \| \| \| \| \| |                                                                              |  |  |  |  |  |  |  |  |  |  |  |  |  |  |  |
| |                                                                              |  |  |  |  |  |  |  |  |  |  |  |  |  |  |  |
| | 16. Giuseppe Maria Buonaparte (1663-1703)                                    |  |  |  |  |  |  |  |  |  |  |  |  |  |  |  |
| |                                                                              |  |  |  |  |  |  |  |  |  |  |  |  |  |  |  |
| |                                                                              |  |  |  |  |  |  |  |  |  |  |  |  |  |  |  |
| | 8. Sebastiano Nicola Buonaparte (1683–1720/60)                               |  |  |  |  |  |  |  |  |  |  |  |  |  |  |  |
| |                                                                              |  |  |  |  |  |  |  |  |  |  |  |  |  |  |  |
| |                                                                              |  |  |  |  |  |  |  |  |  |  |  |  |  |  |  |
| | 17. Maria Colonna Bozzi (1668–1704)                                          |  |  |  |  |  |  |  |  |  |  |  |  |  |  |  |
| |                                                                              |  |  |  |  |  |  |  |  |  |  |  |  |  |  |  |
| |                                                                              |  |  |  |  |  |  |  |  |  |  |  |  |  |  |  |
| | 4. Giuseppe Maria Buonaparte (1713–1763)                                     |  |  |  |  |  |  |  |  |  |  |  |  |  |  |  |
| |                                                                              |  |  |  |  |  |  |  |  |  |  |  |  |  |  |  |
| |                                                                              |  |  |  |  |  |  |  |  |  |  |  |  |  |  |  |
| | 18. Carlo Tusoli                                                             |  |  |  |  |  |  |  |  |  |  |  |  |  |  |  |
| |                                                                              |  |  |  |  |  |  |  |  |  |  |  |  |  |  |  |
| |                                                                              |  |  |  |  |  |  |  |  |  |  |  |  |  |  |  |
| | 9. Maria Anna Tusoli (1690–1760)                                             |  |  |  |  |  |  |  |  |  |  |  |  |  |  |  |
| |                                                                              |  |  |  |  |  |  |  |  |  |  |  |  |  |  |  |
| |                                                                              |  |  |  |  |  |  |  |  |  |  |  |  |  |  |  |
| | 19. Isabella                                                                 |  |  |  |  |  |  |  |  |  |  |  |  |  |  |  |
| |                                                                              |  |  |  |  |  |  |  |  |  |  |  |  |  |  |  |
| |                                                                              |  |  |  |  |  |  |  |  |  |  |  |  |  |  |  |
| | 2. Carlo Maria Buonaparte (1746–1785)                                        |  |  |  |  |  |  |  |  |  |  |  |  |  |  |  |
| |                                                                              |  |  |  |  |  |  |  |  |  |  |  |  |  |  |  |
| |                                                                              |  |  |  |  |  |  |  |  |  |  |  |  |  |  |  |
| | 10. Giuseppe Maria Paravisini                                                |  |  |  |  |  |  |  |  |  |  |  |  |  |  |  |
| |                                                                              |  |  |  |  |  |  |  |  |  |  |  |  |  |  |  |
| |                                                                              |  |  |  |  |  |  |  |  |  |  |  |  |  |  |  |
| | 5. Maria Saveria Paravisini (1715–bef. 1750)                                 |  |  |  |  |  |  |  |  |  |  |  |  |  |  |  |
| |                                                                              |  |  |  |  |  |  |  |  |  |  |  |  |  |  |  |
| |                                                                              |  |  |  |  |  |  |  |  |  |  |  |  |  |  |  |
| | 22. Angelo Agostino Salineri                                                 |  |  |  |  |  |  |  |  |  |  |  |  |  |  |  |
| |                                                                              |  |  |  |  |  |  |  |  |  |  |  |  |  |  |  |
| |                                                                              |  |  |  |  |  |  |  |  |  |  |  |  |  |  |  |
| | 11. Maria Angela Salineri                                                    |  |  |  |  |  |  |  |  |  |  |  |  |  |  |  |
| |                                                                              |  |  |  |  |  |  |  |  |  |  |  |  |  |  |  |
| |                                                                              |  |  |  |  |  |  |  |  |  |  |  |  |  |  |  |
| | 23. Francetta Merezano                                                       |  |  |  |  |  |  |  |  |  |  |  |  |  |  |  |
| |                                                                              |  |  |  |  |  |  |  |  |  |  |  |  |  |  |  |
| |                                                                              |  |  |  |  |  |  |  |  |  |  |  |  |  |  |  |
| | 1. Lucien Bonaparte, Thân vương thứ nhất của Canino và Musignano (1775-1840) |  |  |  |  |  |  |  |  |  |  |  |  |  |  |  |
| |                                                                              |  |  |  |  |  |  |  |  |  |  |  |  |  |  |  |
| |                                                                              |  |  |  |  |  |  |  |  |  |  |  |  |  |  |  |
| | 24. Giovanni Girolamo Ramolino (1645–?)                                      |  |  |  |  |  |  |  |  |  |  |  |  |  |  |  |
| |                                                                              |  |  |  |  |  |  |  |  |  |  |  |  |  |  |  |
| |                                                                              |  |  |  |  |  |  |  |  |  |  |  |  |  |  |  |
| | 12. Giovanni Agostino Ramolino                                               |  |  |  |  |  |  |  |  |  |  |  |  |  |  |  |
| |                                                                              |  |  |  |  |  |  |  |  |  |  |  |  |  |  |  |
| |                                                                              |  |  |  |  |  |  |  |  |  |  |  |  |  |  |  |
| | 25. Maria Laetitia Boggiano                                                  |  |  |  |  |  |  |  |  |  |  |  |  |  |  |  |
| |                                                                              |  |  |  |  |  |  |  |  |  |  |  |  |  |  |  |
| |                                                                              |  |  |  |  |  |  |  |  |  |  |  |  |  |  |  |
| | 6. Giovanni Geronimo Ramolino (1723–1755)                                    |  |  |  |  |  |  |  |  |  |  |  |  |  |  |  |
| |                                                                              |  |  |  |  |  |  |  |  |  |  |  |  |  |  |  |
| |                                                                              |  |  |  |  |  |  |  |  |  |  |  |  |  |  |  |
| | 26. Andrea Peri (1669–?)                                                     |  |  |  |  |  |  |  |  |  |  |  |  |  |  |  |
| |                                                                              |  |  |  |  |  |  |  |  |  |  |  |  |  |  |  |
| |                                                                              |  |  |  |  |  |  |  |  |  |  |  |  |  |  |  |
| | 13. Angela Maria Peri                                                        |  |  |  |  |  |  |  |  |  |  |  |  |  |  |  |
| |                                                                              |  |  |  |  |  |  |  |  |  |  |  |  |  |  |  |
| |                                                                              |  |  |  |  |  |  |  |  |  |  |  |  |  |  |  |
| | 27. Maria Maddalena Colonna d'Istria                                         |  |  |  |  |  |  |  |  |  |  |  |  |  |  |  |
| |                                                                              |  |  |  |  |  |  |  |  |  |  |  |  |  |  |  |
| |                                                                              |  |  |  |  |  |  |  |  |  |  |  |  |  |  |  |
| | 3. Maria Letizia Ramolino (1750–1836)                                        |  |  |  |  |  |  |  |  |  |  |  |  |  |  |  |
| |                                                                              |  |  |  |  |  |  |  |  |  |  |  |  |  |  |  |
| |                                                                              |  |  |  |  |  |  |  |  |  |  |  |  |  |  |  |
| | 28. Giovanni Antonio Pietrasanta                                             |  |  |  |  |  |  |  |  |  |  |  |  |  |  |  |
| |                                                                              |  |  |  |  |  |  |  |  |  |  |  |  |  |  |  |
| |                                                                              |  |  |  |  |  |  |  |  |  |  |  |  |  |  |  |
| | 14. Giuseppe Maria Pietrasanta                                               |  |  |  |  |  |  |  |  |  |  |  |  |  |  |  |
| |                                                                              |  |  |  |  |  |  |  |  |  |  |  |  |  |  |  |
| |                                                                              |  |  |  |  |  |  |  |  |  |  |  |  |  |  |  |
| | 7. Angela Maria Pietrasanta (1725–1790)                                      |  |  |  |  |  |  |  |  |  |  |  |  |  |  |  |
| |                                                                              |  |  |  |  |  |  |  |  |  |  |  |  |  |  |  |
| |                                                                              |  |  |  |  |  |  |  |  |  |  |  |  |  |  |  |
| | 15. Maria Josephine Malerba                                                  |  |  |  |  |  |  |  |  |  |  |  |  |  |  |  |
| |                                                                              |  |  |  |  |  |  |  |  |  |  |  |  |  |  |  |
| |                                                                              |  |  |  |  |  |  |  |  |  |  |  |  |  |  |  |